# Through the Past, Darkly (Big Hits Vol. 2)
Through the Past, Darkly (Big Hits Vol. 2) — музичний альбом гурту The Rolling Stones. Виданий 12 вересня 1969 року лейблами London, Decca. Загальна тривалість композицій становить 42:30 в британському виданні і 38:23 — в американському. Альбом відносять до напрямку рок.

## Список пісень
| Британське видання Сторона A «Jumpin' Jack Flash [en] » — 3:40 «Mother's Little Helper [en] » — 2:45 «2000 Light Years from Home [en] » — 4:45 «Let's Spend the Night Together [en] » — 3:36 «You Better Move On [en] » ( Артур Александр ) — 2:39 «We Love You [en] » — 4:22 Сторона B «Street Fighting Man [en] » — 3:15 «She's a Rainbow» — 4:11 «Ruby Tuesday [en] » — 3:16 «Dandelion» — 3:32 «Sittin' on a Fence [en] » — 3:02 «Honky Tonk Women [en] » — 3:00 | Видання США Сторона A «Paint It, Black» — 3:20 «Ruby Tuesday [en] » — 3:12 «She's a Rainbow» — 4:35 «Jumpin' Jack Flash [en] » — 3:40 «Mother's Little Helper [en] » — 2:40 «Let's Spend the Night Together [en] » — 3:29 Сторона B «Honky Tonk Women [en] » — 3:03 «Dandelion» — 3:56 «2000 Light Years from Home [en] » — 4:45 «Have You Seen Your Mother, Baby, Standing in the Shadow? [en] » — 2:33 «Street Fighting Man [en] » — 3:10 |

## Хіт-паради
Альбом
| Рік       | Хіт-парад                                 | Позиція |
| --------- | ----------------------------------------- | ------- |
| 1969 1970 | UK Albums Chart UK Albums Chart           | 2 7     |
| 1969 1970 | Billboard Pop Albums Billboard Pop Albums | 2 28    |

Сингли
| Рік  | Сингл              | Хіт-парад             | Позиція |
| ---- | ------------------ | --------------------- | ------- |
| 1969 | «Honky Tonk Women» | UK Top 50 Singles     | 1       |
| 1969 | «Honky Tonk Women» | The Billboard Hot 100 | 1       |